# Deformación (meteorología)

Trazado de isobaras (') dando confluencia y difluencia del viento (').

La deformación es la tasa de cambio de forma de los cuerpos fluidos. Meteorológicamente, esta cantidad es muy importante en la formación de frentes atmosféricos, en la explicación de las formas de las nubes y en la difusión de materiales y propiedades.

## Ecuaciones
La deformación del viento horizontal se define como {\displaystyle \operatorname {def} \mathbf {V} ={\sqrt {A^{2}+B^{2}}}}, donde {\displaystyle \ A={\frac {\partial v}{\partial x}}+{\frac {\partial u}{\partial y}}} y {\displaystyle \ B={\frac {\partial u}{\partial x}}-{\frac {\partial v}{\partial y}}}, representando las derivadas de la componente eólica. Debido a que estas derivadas varían mucho con la rotación del sistema de coordenadas, también lo hacen {\displaystyle \ A} y {\displaystyle \ B}.

## Dirección de estiramiento

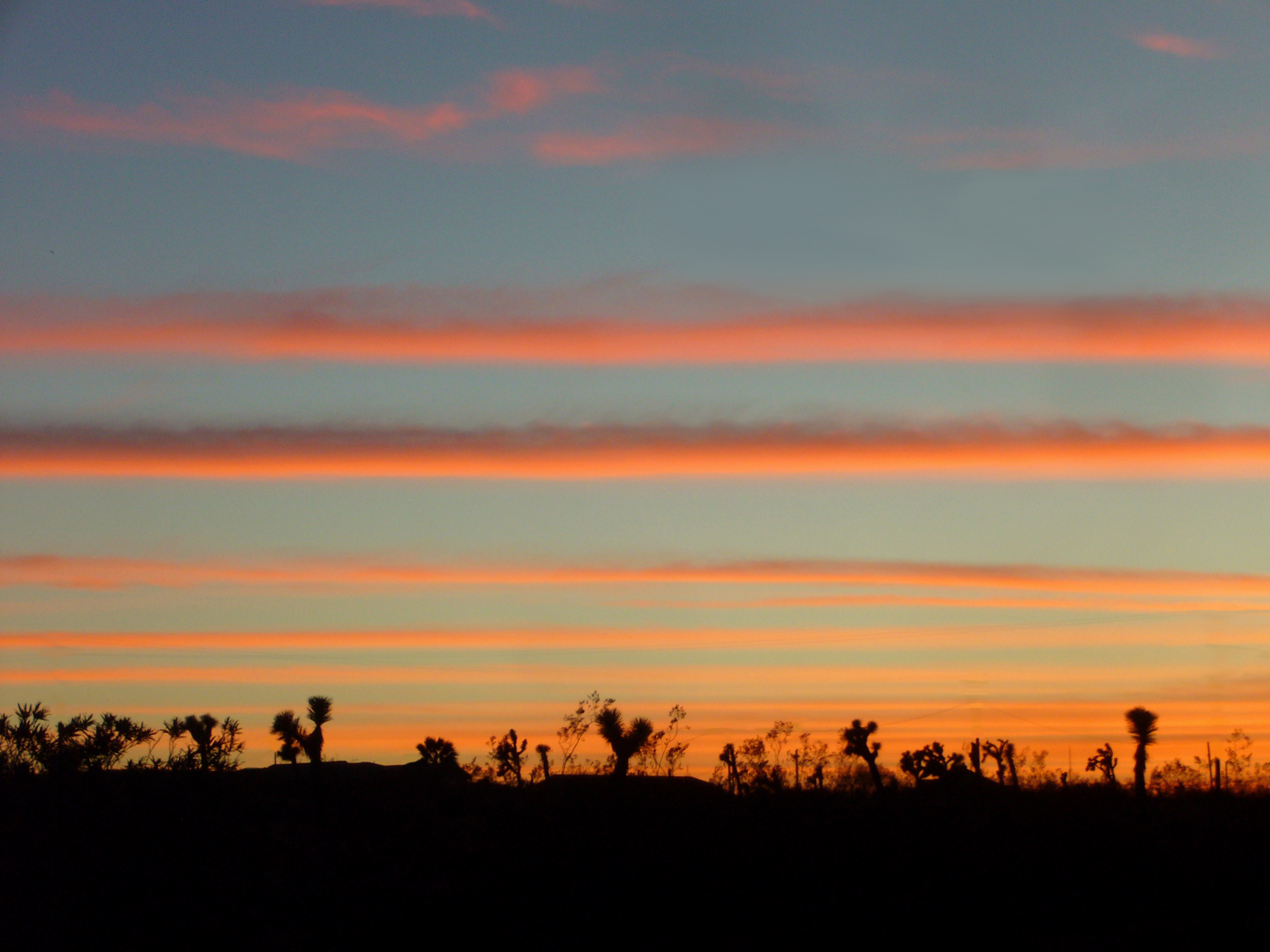
Confluencia extrema de nubes

Los elementos de deformación {\displaystyle \ A} y {\displaystyle \ B} (arriba) se puede utilizar para encontrar la dirección del eje de dilatación, la línea a lo largo de la cual se estiran los elementos materiales (también conocida como dirección de estiramiento). Varios patrones de flujo son característicos de la gran deformación: confluencia, difluencia y flujo de corte. La confluencia, también conocida como estiramiento, es el alargamiento de un cuerpo fluido a lo largo del flujo (convergencia aerodinámica).La difluencia, también conocida como cizallamiento, es el alargamiento de un cuerpo fluido normal al flujo (divergencia aerodinámica).